# 무디신학대학교

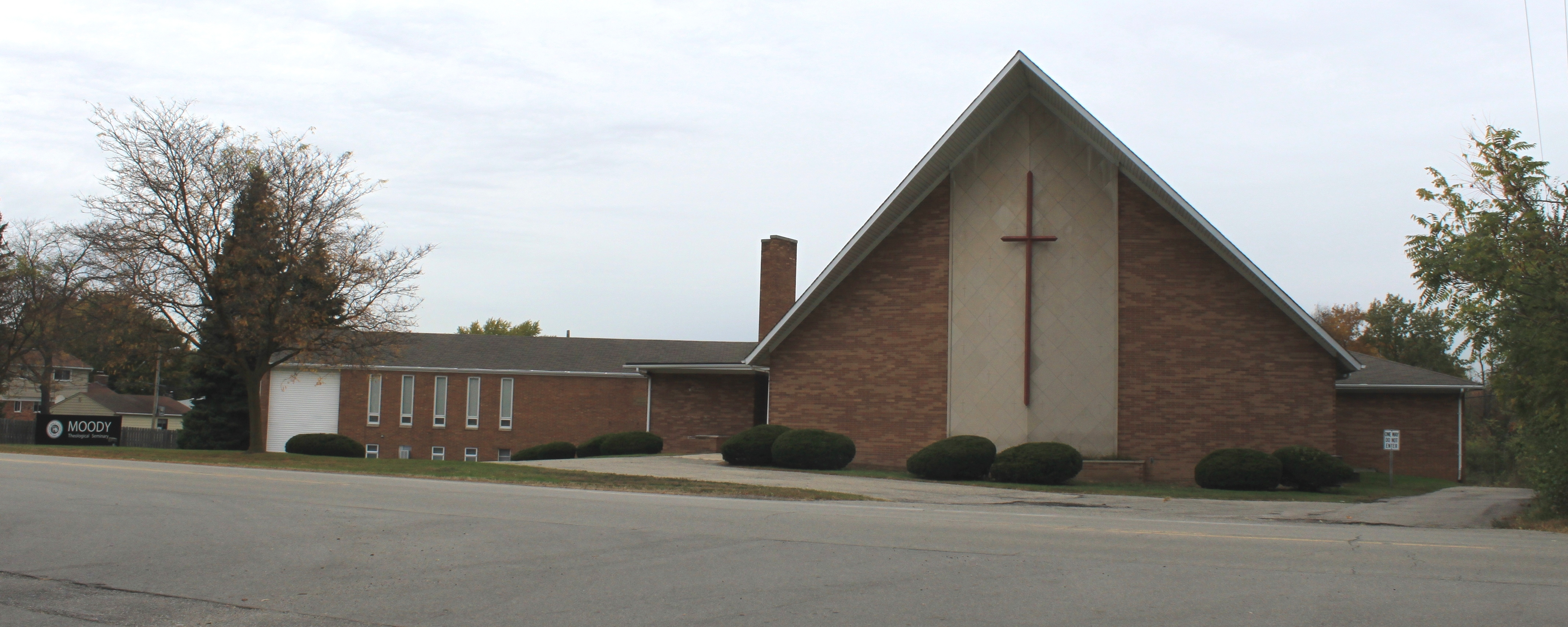
미시간주 플리마우스에 있는 무디 신학교 대학원 캠퍼스

무디신학대학교 (Moody Bible Institute, MBI)는 미국 일리노이주 시카고에 있는 기독교 고등 교육 기관이다. 복음주의 부흥사 D.L. 무디에 의해 1886년에 설립되었다.  무디신학대학교는 미시간주 플리머스에 대학원 캠퍼스를 운영하고 있다.

## 같이 보기
- D. L. 무디

## 추가 자료
- Gloege, Timothy E. W. Guaranteed Pure: The Moody Bible Institute, Business, and the Making of Modern Evangelicalism (University of North Carolina Press, 2015) xviii, 307 pp.